# Crossotonotus spinipes
Crossotonotus spinipes är en kräftdjursart som först beskrevs av De Man 1888.  Crossotonotus spinipes ingår i släktet Crossotonotus och familjen Palicidae. Inga underarter finns listade i Catalogue of Life.